# Delphine LaLaurie
Marie Delphine Lalaurie (født Macarty eller Maccarthy 19. marts 1787, død 7. december 1849 bedre kendt som Madame Lalaurie) var en amerikansk/fransk societydame og seriemorder kendt for tortur og mord på slaver.
Født i New Orleans. Lalaurie var gift tre gange. Hun bevarede sin position i de sociale cirkler i New Orleans til 10. april 1834, hvor redningsfolk under en brand i hendes Royal Street Palæ opdagede bundne slaver på hendes loft. De viste tegn på tortur i lang tid. Lalauries hus blev  hærget af en oprørt hob af New Orleans borgere. Hun flygtede til Frankrig med sin familie, hvor hun døde. Hun blev begravet i New Orleans et ukendt sted, indtil en mand fandt, hvor en af hendes  ejendele var begravet.